# Нана (роман)
«Нана́» (1880) — роман французского писателя-натуралиста Эмиля Золя. «Нана» — девятый из 20 романов серии Ругон-Маккары.

## Замысел романа
По замыслу Золя, образ Нана должен был символизировать блестящую внешность и порочную изнанку Второй империи. В первоначальном плане романа говорилось: «Нана — разложение, идущее снизу, западня, которой правящие классы дают свободно раскинуться». Сам Золя, опиравшийся в своём творчестве на произведения Бальзака, опасался сходства своего романа с его «Кузиной Беттой» (1846).
Нана впервые появляется на последних страницах романа «Западня» (1877), где описывается её детство среди нищеты, поступление на работу в цветочную мастерскую и уход из дому.
Сам Золя в тексте романа сравнивает Нана с навозной мухой, которая своим прикосновением разлагает окружение. В конце романа она умирает от оспы.

## Сюжет
В центре повествования романа — жизнь парижской кокотки Анны «Нана» Купо, дочери прачки Жервезы Купо и кровельщика Купо, героев книги «Западня» (также входящего в серию «Ругон-Маккары»). Действие романа начинается в 1867 году, когда Нана готовится к театральному дебюту. Прототипом Нана, возможно, была французская куртизанка Бланш Д’Антиньи.
Наутро после театрального дебюта уличная проститутка Нана становится знаменитой, несмотря на полное отсутствие голоса и умения держаться на сцене. Владелец театра, Борденав, делает ставку не на творческие дарования бывшей проститутки, а на её внешность и пышную фигуру. Высший свет Парижа покорён новой «театральной звездой», и Нана становится дорогостоящей содержанкой. В театре она не столько поёт и играет, сколько находится на сцене практически без одежды, чем скандализирует и привлекает публику.
В обычной жизни Нана отличает полная непрактичность, выражающаяся в том, что её слуги и домработница запросто обворовывают её, она не умеет распоряжаться собственностью, подаренное ей имение продаётся через несколько месяцев. Она то и дело оказывается в долгах, несмотря на деньги сразу нескольких содержателей. Нана с полнейшим равнодушием относится к своим содержателям и становится причиной множества трагедий. Она разоряет нескольких человек: один убивает себя прямо в её спальне, второй сжигает себя в конюшне со всеми своими лошадьми, третий садится в тюрьму из-за растрат… Но наибольшее количество бед она причиняет своему главному поклоннику, графу Мюффа. Семья графа распадается, его жена, следуя его примеру, начинает неосторожные романы и сбегает из дома с приказчиком магазина, его дочь, выйдя замуж, затевает против отца судебный процесс, требуя выплатить ей суммы по завещанию тётки, которые граф потратил на Нана. Двор и императрица требуют его отставки, поскольку его связь с Нана становится афишируемой, про него говорят, что он «слишком отвратителен». Сама Нана открыто издевается над ним, открыто изменяет и спокойно рассказывает ему об изменах его жены. Но Мюффа одержим Нана, он унижается всё больше и больше, терпит всё, лишь бы оставаться рядом с ней.
Страшным потрясением для графа становится момент, когда он видит своего тестя, шестидесятилетнего старика, известного своей строгой нравственностью в высшем свете и нездоровой развращённостью в среде кутил и кокоток, в постели с Нана — знаменитой постели из серебра, которую оплатил граф. Это становится причиной тяжёлого нервного срыва, и помогает, наконец, разорвать зависимость от Нана.
Спустя какое-то время Нана продаёт всё своё имущество и уезжает, по слухам, в Петербург. По возвращении обратно в Париж она заражается оспой от своего заброшенного неухоженного сына, живущего у тётки, мадам Лера.
Провести последние минуты с умирающей в отеле Нана собираются все её соперницы при жизни — самые дорогостоящие кокотки Парижа. Но ни один из её любовников, даже обожавший её граф Мюффа, не решается подняться к ней в номер, боясь заразиться.

## История публикаций
Роман «Нана» был впервые опубликован в парижской газете «Вольтер» («Le Voltaire»), где он печатался в виде фельетонов с 16 октября 1879 года до 5 февраля 1880 года. 15 февраля 1880 года роман был издан с большим успехом отдельной книгой у издателя Ж. Шарпантье, при этом Золя подверг газетный текст тщательной доработке. В некоторых странах роман подвергся преследованиям цензуры как «оскорбляющий общественную нравственность»; в Дании и Англии он был первоначально запрещён.
Русский перевод романа «Нана» появился в год опубликования романа во Франции, в трёх периодических изданиях: в газетах «Новое время» и «Новости» и в журнале «Слово». В 1880 году роман вышел в Петербурге отдельной книгой. Во всех изданиях текст был неполный, что объясняется цензурными претензиями. Французский подлинник романа был запрещен царской цензурой, а цензор Любовников в своём рапорте писал: «В своём новом романе известный автор-реалист в героине своей рисует женщину, аристократическую кокотку, предающуюся самому отвратительному разврату во всевозможных его проявлениях. Вся книга состоит из непрерывного ряда цинических сцен, так сказать, постепенно усиливающихся… В романе, между прочим, действующим лицом открыто является принц Уэльский, а на банкете у Нана известные кокотки беседуют о доступности для них коронованных особ, ожидавшихся на всемирной выставке 1867 года».

## Влияние
- В 2003 году во Франции выпустили серию марок «Герои французских романов»: в их число вошла и Нана.